# Grote hardvrucht
De grote hardvrucht (Bunias orientalis) is een tweejarige of overblijvende plant, die behoort tot de kruisbloemenfamilie. De plant komt van nature voor in Midden- en West-Azië en Oost-Europa en is van daaruit verspreid naar Midden- en West-Europa. In de tweede helft van de 19e eeuw is zaad van de plant met verontreinigd vogelvoer, graan en hooitransport in Nederland ingevoerd. De soort staat op de Nederlandse Rode lijst van planten als zeldzaam en stabiel of toegenomen. Het aantal chromosomen is 2n = 14.
De plant wordt 45-120 cm hoog en heeft een met klierachtige knobbels bezette stengel en een dikke penwortel. De ruwharige bladeren hebben verschillende vormen. De onderste bladeren zijn liervormig met achterwaarts of zijwaarts gerichte zijslippen en een zeer grote eindslip. De middelste bladeren zijn lancetvormig met soms een spiesvormige voet.
De grote hardvrucht bloeit in mei en juni met een pluimachtige bloeiwijze. De goudgele kroonbladeren van de bloemen zijn 4-8 mm lang.
De rechtafstaande vruchtsteel is 7-17 mm lang. Het scheef-eivormige, wrattige, ongevleugelde, een- tot tweehokkige hauwtje is 5-10 mm lang.
De grote hardvrucht komt voor in ruigten, bermen, stortterreinen, dijken, ruderale plaatsen en langs spoorwegen.
De eenjarige wortel kan gegeten worden en bereid worden als mierik. Het blad kan gebruikt worden in salades.

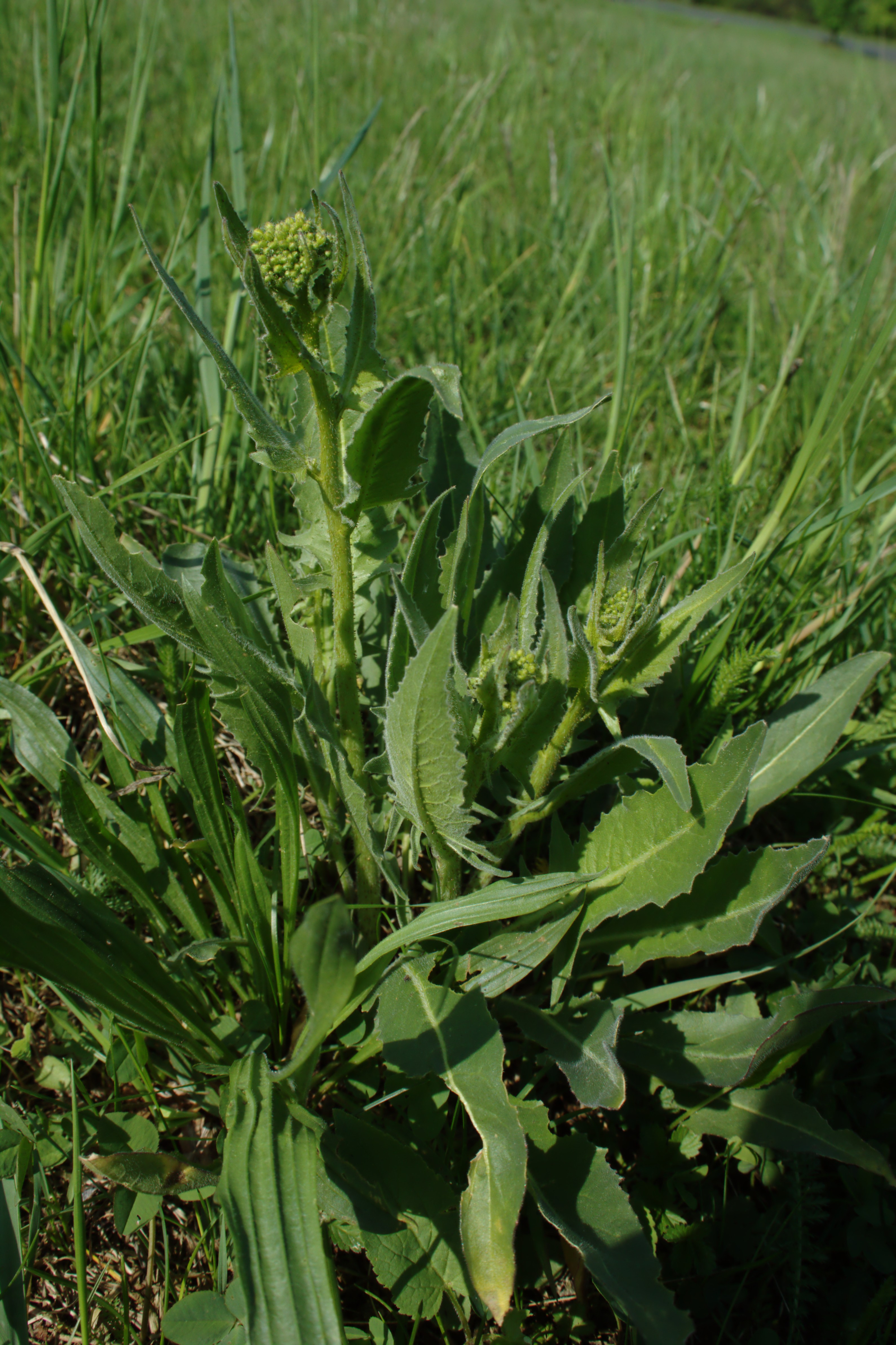
Plant
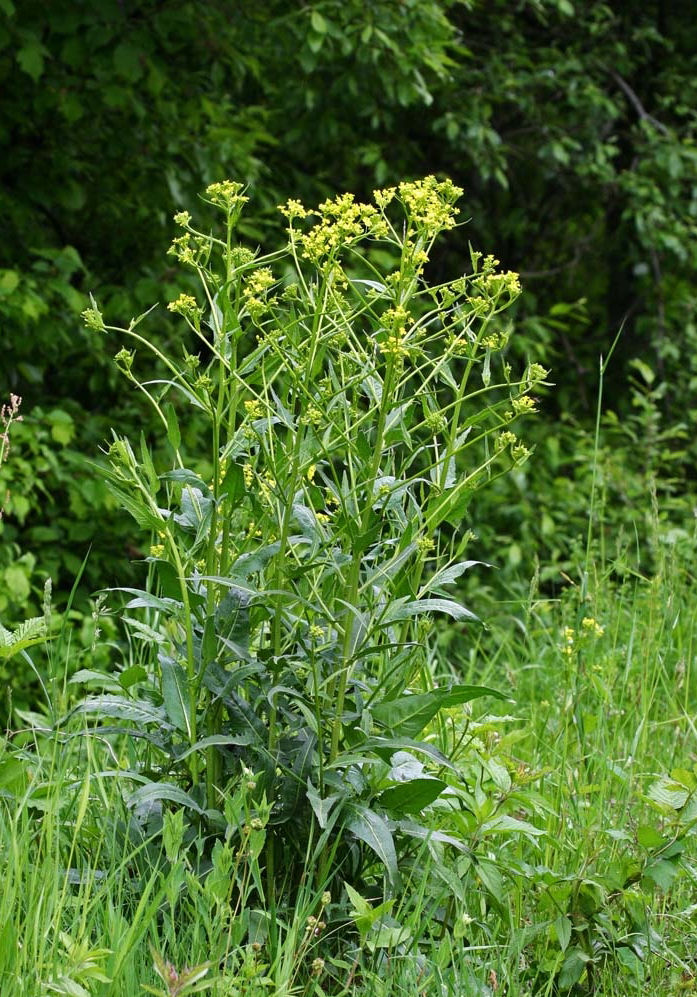
Plant
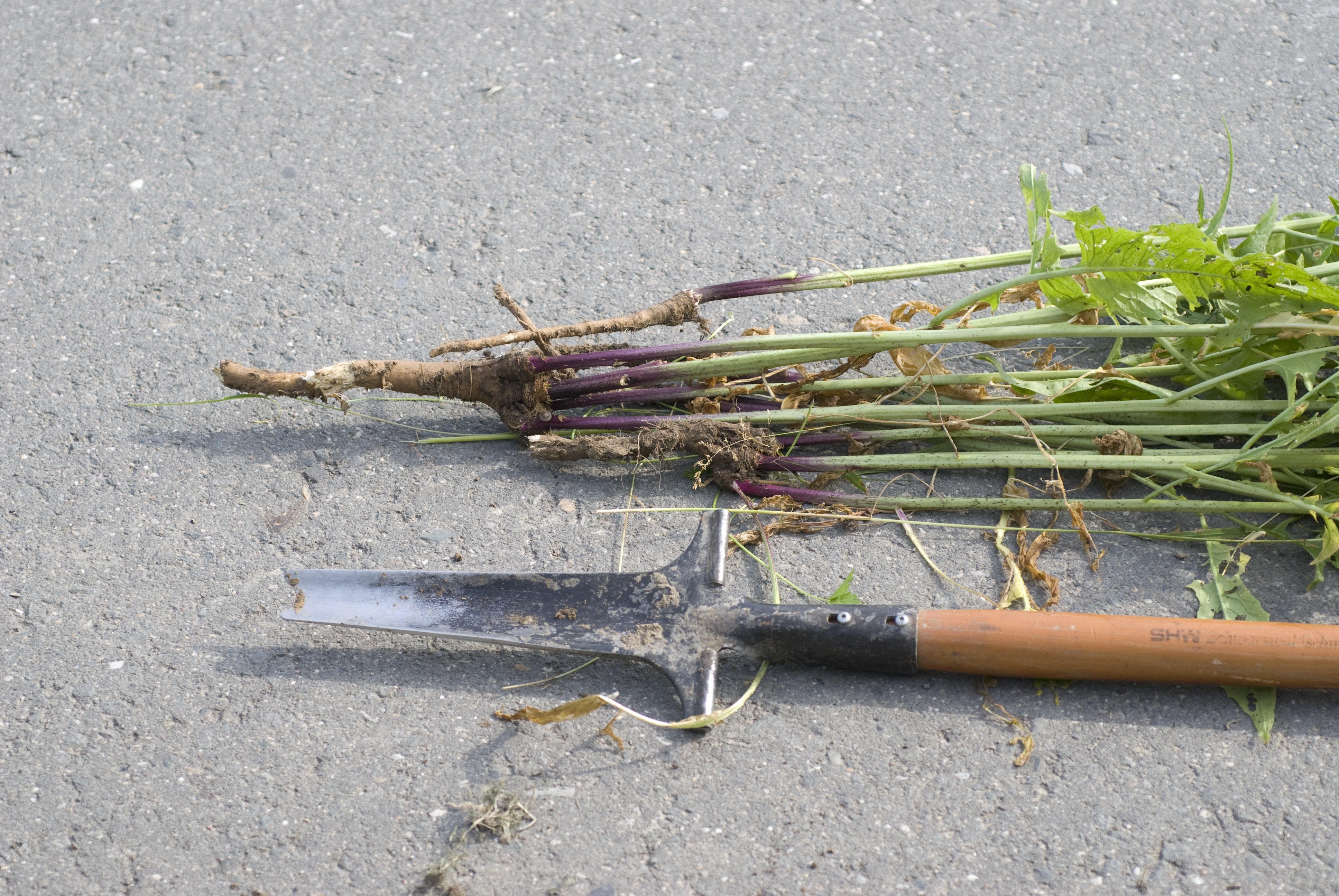
Penwortel
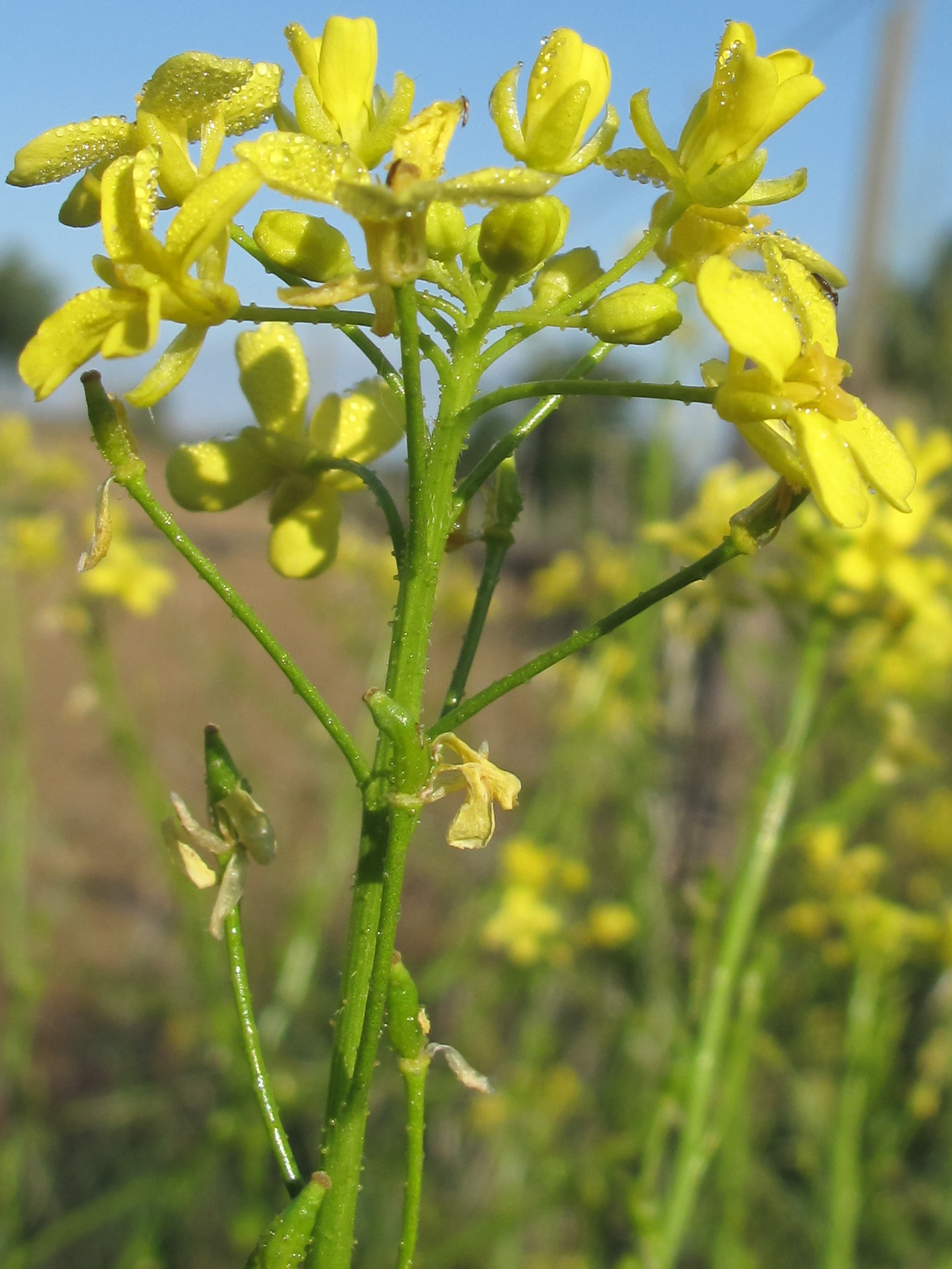
Bloeistengel
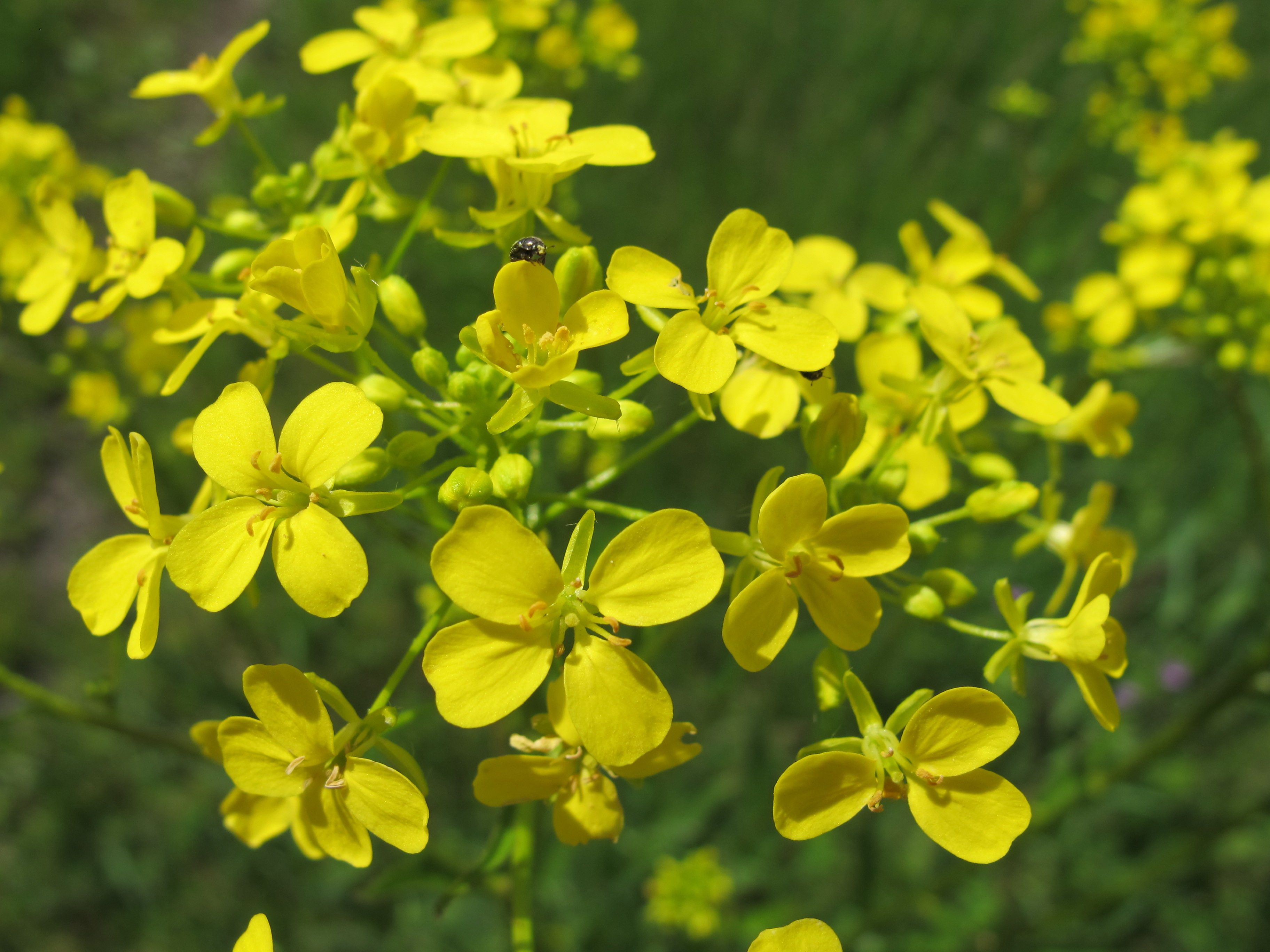
Bloemen
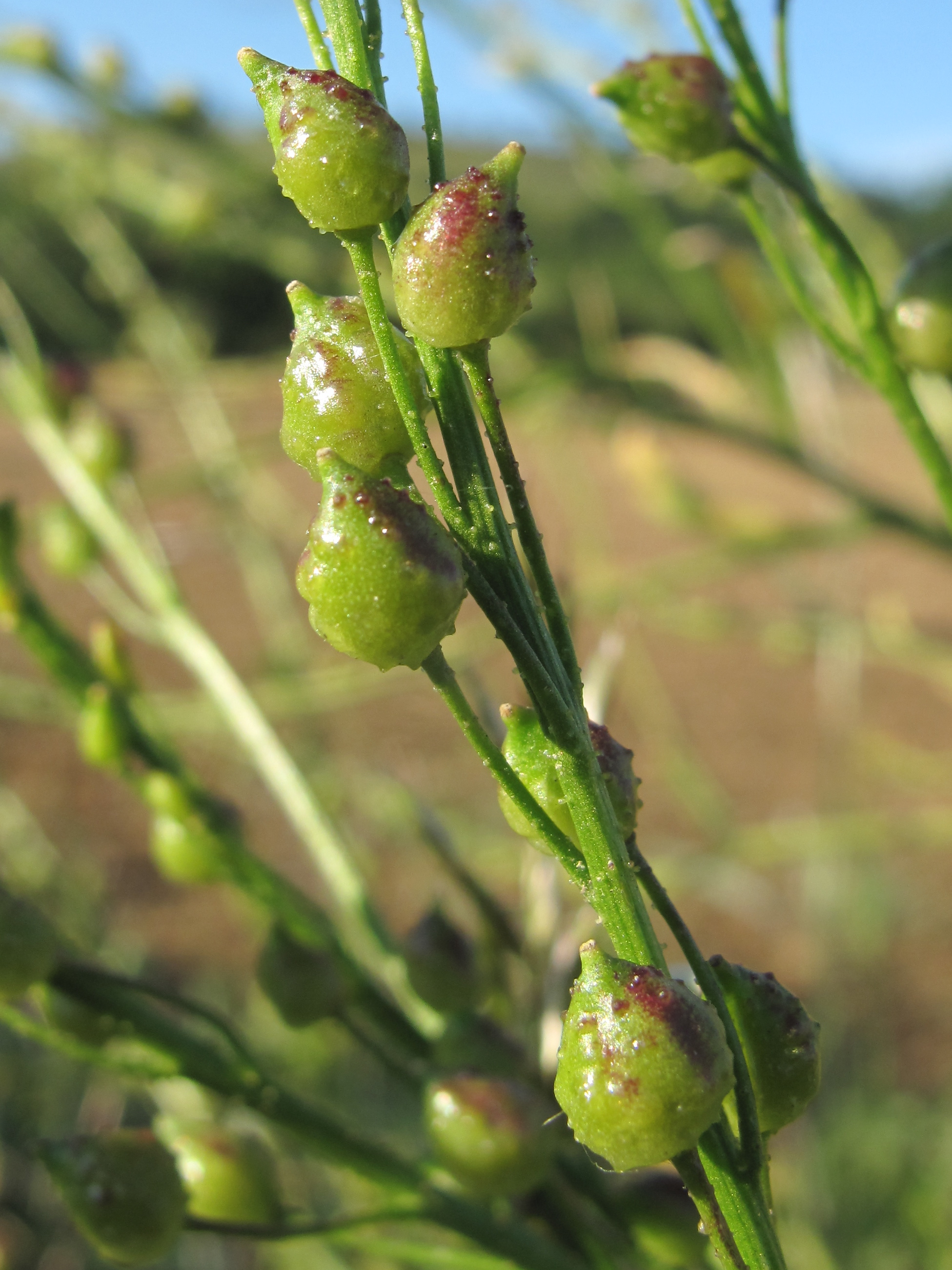
Hauwtjes